# Caraulun
Der Caraulun (Rio Caraulun, Ribeira Caraulun, Carau-úlun, Mota Carau Ulun, Mota Karau Ulun, deutsch Büffelkopf-Fluss) ist ein Fluss im südlichen Osttimor.

## Namensherkunft
Der Legende nach sollen zwei Jungen auf der Suche nach Wasser von einem Hund zu einem Büffelkopf (tetum Karau ulun) geführt worden sein, der in der Erde begraben war. Als die Jungen den Kopf aus dem Boden zogen, sprudelte darunter eine Quelle hervor und bildete den heutigen Fluss.

## Quellflüsse, Nebenflüsse und Verlauf

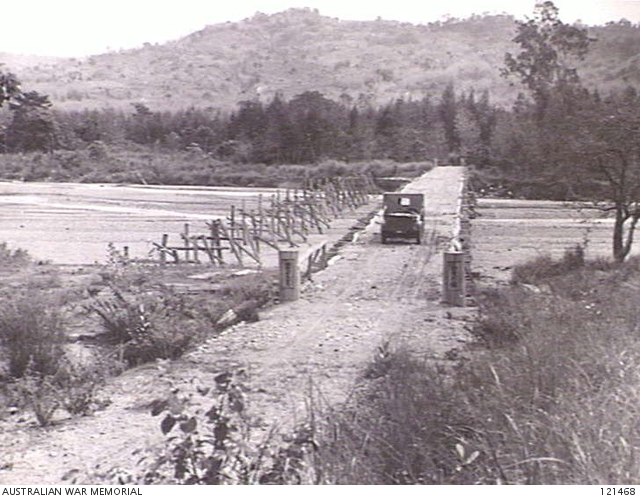
Japanische Brücke über den Caraulun, vier Meilen von Betano entfernt (1945)

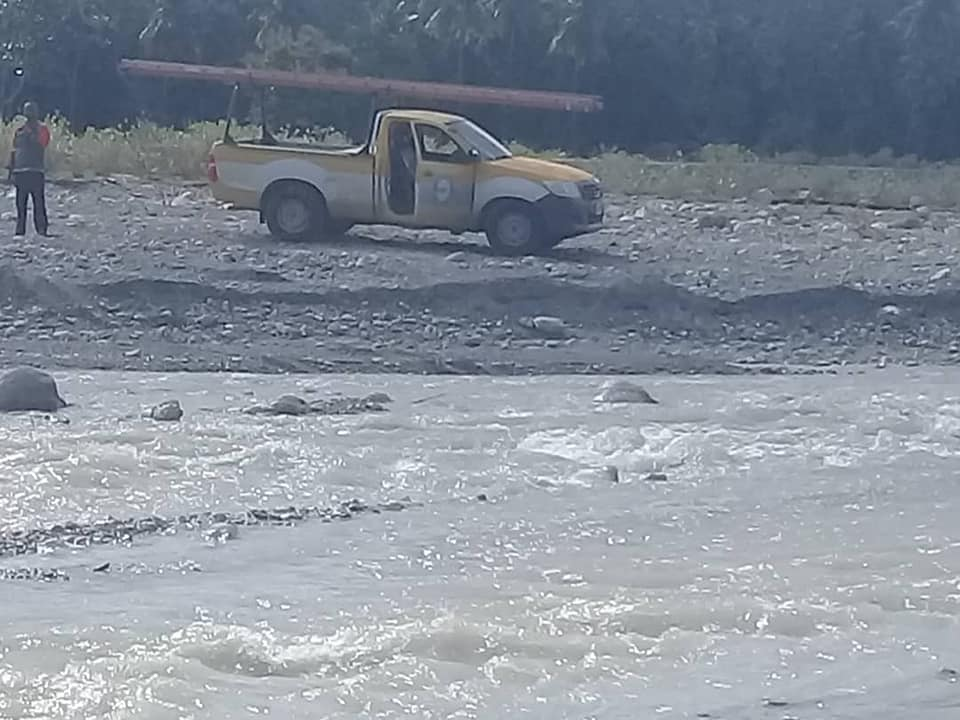
Der Caraulun bei Dai-Sua

Im Suco Horai-Quic (Verwaltungsamt Maubisse, Gemeinde Ainaro) entspringt beim Ort Ca der Colihuno. Er führt weiter nach Osten durch das Verwaltungsamt Maubisse, bevor er als Calihuno in das Verwaltungsamt Same (Gemeinde Manufahi) fließt. An der Grenze mündet der Markis von Norden kommend in den Calihuno. In Same bildet der Calihuno nach Süden fließend die Grenze zwischen den Sucos Tutuluro und Holarua, später zwischen Tutuluro und Letefoho. Wenn der Suco Tutuluro am Ostufer in den Suco Babulo übergeht, trägt der Fluss nach Südwesten fließend bereits seinen Namen Caraulun, den er nun bis zur Mündung führt.
An der Grenze zwischen Letefoho und Babulo mündet der Ermerin von Westen her in den Caraulun. Am Ermerin liegt Manufahis Gemeindehauptstadt Same, der größte Ort am Flusssystem. Der Caraulun schwenkt dann wieder nach Süden und durchquert den Suco Babulo. Beim Ort Turon mündet von Westen her der Caloco in den Caraulun und kurz bevor der Caraulun in den Suco Dai-Sua fließt, erreicht ihn von Osten her sein größter Zufluss, der Rio Sui.
Der Sui hat mehrere Quellflüsse. Der nördlichste entspringt nah dem Ort Turiscai im Suco Manumera (Verwaltungsamt Turiscai, Gemeinde Manufahi), westlich davon entspringt der Carbou, Nebenfluss des Sui-Zuflusses Aicocai und im Suco Maulau (Verwaltungsamt Maubisse) der Aicocai. Weitere Zuflüsse kommen aus den Sucos Mindelo und Beremana (beide Verwaltungsamt Turiscai). Aus dem Verwaltungsamt Turiscai kommend fließt der Sui weiter nach Süden und bildet die Grenze zwischen Same im Westen und den Verwaltungsämtern Fatuberlio und Alas im Osten, bis der Sui in das Zentrum von Same fließt und auf den Caraulun trifft.
In den Caraulun mündet südlich des Ortes Dai-Sua der Aiasa, der Grenzfluss zwischen den Gemeinden Ainaro und Manufahi. Er entsteht aus dem Fluss Moussamau, der im Westen von Letefoho entspringt. Nach dem Zusammenfluss von Aiasa und Caraulun bildet der Caraulun nun den Grenzfluss zwischen den Gemeinden. Er weitet sich aus und bildet viele kleine Flussinseln, bis der Caraulun schließlich östlich des Ponta Lalétec in die Timorsee mündet.